# 本部町立瀬底小学校
本部町立瀬底小学校（もとぶちょうりつせそこしょうがっこう）は、沖縄県国頭郡本部町瀬底にある公立小学校。

## 沿革
- 1890年（明治23年）2月11日 - 瀬底簡易小学校を設置
- 1893年（明治26年）4月1日 - 簡易科を廃止し、本部尋常小学校瀬底分校と改称　・初めて女生徒4人入学した
- 1893年（明治26年）7月26日 - 校長を設け、本部尋常小学校校長に首席訓導大西茂樹兼任を命ぜられる
- 1893年（明治26年）12月3日 - 本部尋常小学校より分離・独立し瀬底尋常小学校となる
- 1897年（明治30年）4月1日 - 本部尋常小学校に国頭高等小学校分教場を設置し、教員に大西茂樹、仲原英仁兼任する
- 1899年（明治32年）4月1日 - 本部尋常小学校内に高等科を併置する
- 1901年（明治34年）7月31日 - 現在の本部町役場にある一帯に校地移転
- 1909年（明治42年） - ※義務教育6年に延長のため本年度卒業生なし
- 1910年（明治43年） - 義務教育6年延長による小学校第1回卒業生
- 1913年（大正2年） - 瀬底尋小訓導島袋松太郎謝花尋小へ
- 1921年（大正10年）4月1日 - 瀬底尋常小学校に高等科設置
- 1922年（大正11年）3月24日 - 瀬底尋常小学校高等科第一回卒業生
- 1952年（昭和27年）4月1日 - 瀬底小学校、瀬底中学校と校名改称
- 1952年（昭和27年）12月20日 - 創立60周年記念式典挙行
- 1957年（昭和32年）4月1日 - 布命第一六五号により水納分校、本校より分離独立し、水納小・中学校となる
- 1957年（昭和32年）8月31日 - 森松長光氏（伊豆味出身、神奈川県鶴見市在）テープレコーダー1台寄贈
- 1972年（昭和47年）5月15日 - 沖縄の本土復帰により、本部町立瀬底小学校瀬底中学校となる。

## 教育目標
- 『調和のとれた人間性豊かな子』
- 『進んで学ぶ子』（かしこく）
- 『心ゆたかな子』（やさしく）
- 『明るくたくましい子』（たくましく）[2]

## 学区
- 字瀬底（水納島を除く）[3]

## アクセス
沖縄バス/琉球バス・本部半島線
・瀬底公民館前より徒歩7分